# سننموت

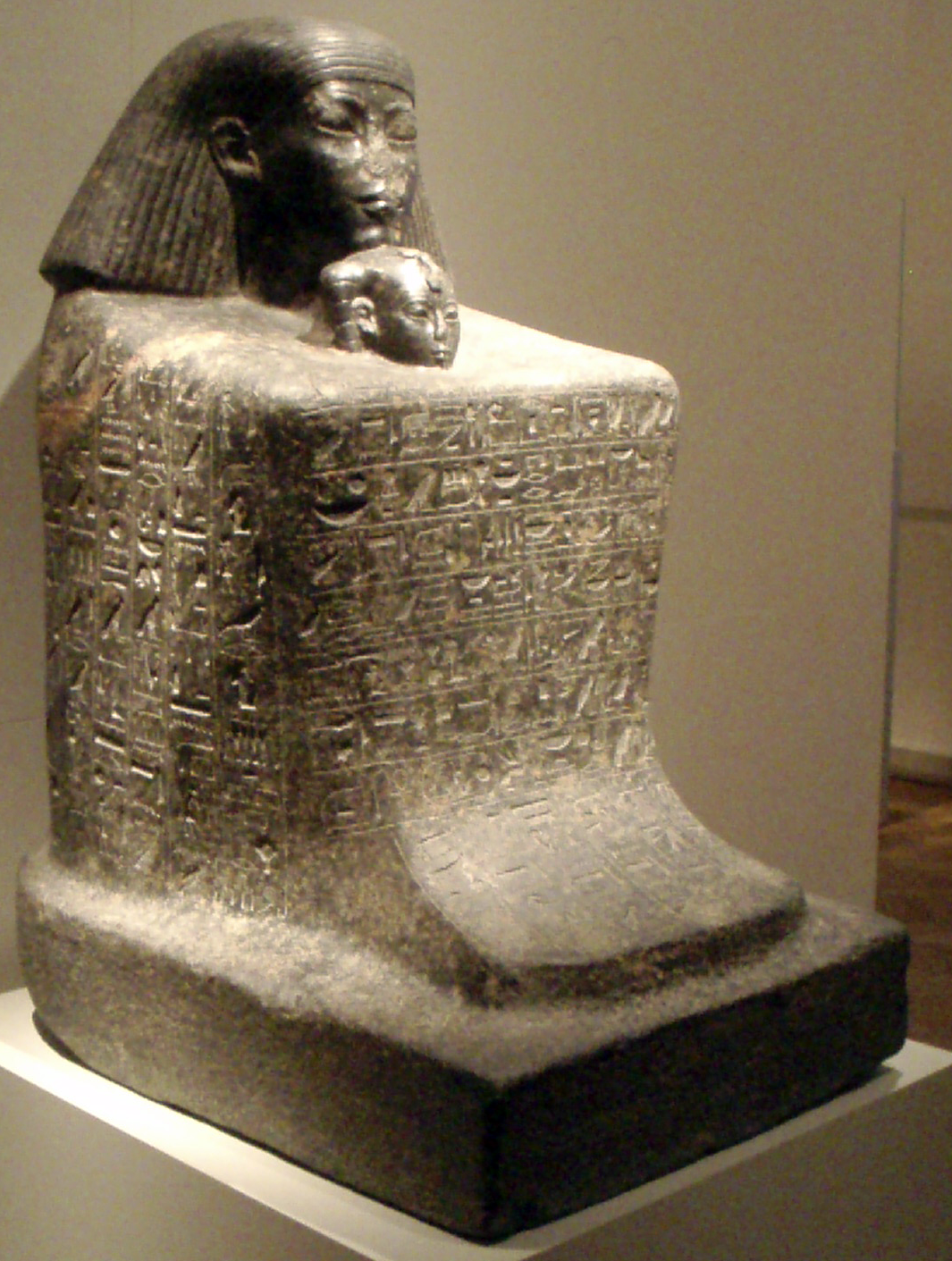
سنموت وهو يحتضن نفرورع - بالمتحف المصري ببرلين

سننموت هو المهندس الذي بنى للملكة حتشبسوت (خامس فراعنة الأسرة الثامنة عشر، وحكمت من 1503 ق.م. حتى 1482 ق.م.) معبدها الشهير في الدير البحري، والذي منحته 80 لقبًا ملكيًا.

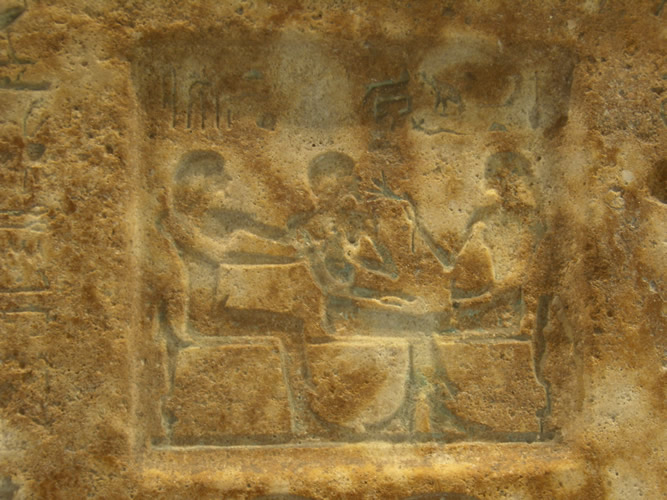
"رعموسى" (يسار), سننموت (في الوسط) و "حاتنوفر" (يمين) على باب زائف في مقبرة سننموت TT353

## اسمه بالهيروغليفية

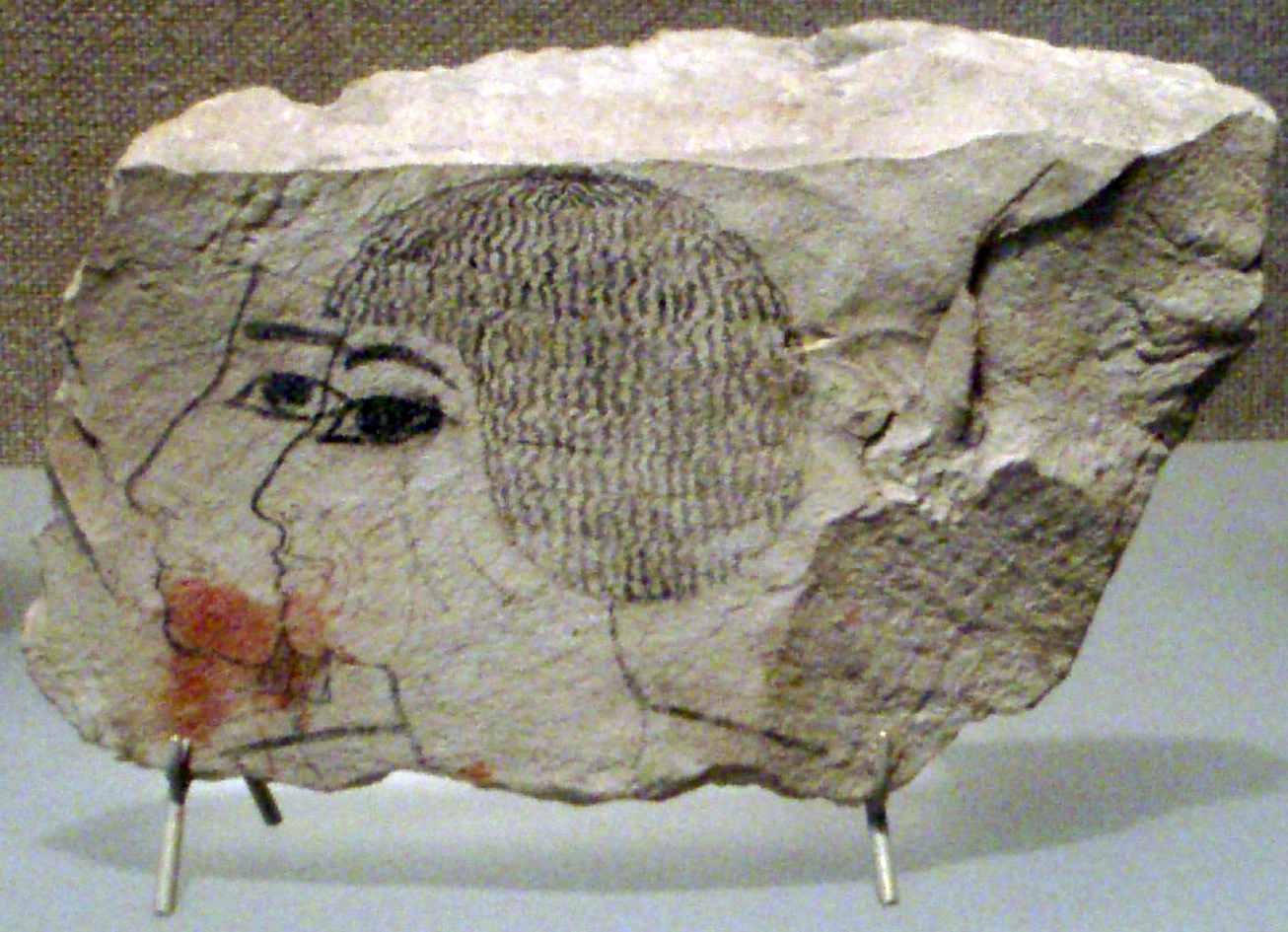
شقفة حجر (أوستراكون) عليها صورة سننموت.

الاسم = سننموت
| sn · n | mwt |

 (Sen en Mut) 
 Sn n Mwt

معنى الاسم = أخو (الإلهة) موت

## حياته
ولد سننموت لأبويين من عامة الشعب هما رعموس ووالدته حات نوفر وكان له ثلاثة إخوة. عمل قبل التقائه بحتشبسوت رئيسا للكهنة بمعبد مونتو ببلدة أرمنت. وعمل أيضا بمعبد الكرنك حيث كان يلقب بمدير بيت آمون حيث كان المشرف على المخازن والغلال والماشية.
أوكلت إليه حتشبسوت مسؤلية رعاية ابنتها نفرو رع حيث كان المربى الخاص بها والمتولى شئون إدارة أملاكها. وقد توفيت هذه الأبنة في العام الحادي عشر لحكم والدتها. ويعتقد أيضا ان سننموت كان الوصى على ابنة حتشبسوت الأخرى مريت رع حتشبسوت.

## بدء وظيفته
كان سننموت في بدء حياته العملية كاهنا وقائد عسكري في عهد أمنحتب الأول ثم تحتمس الأول. ثم تولى سننموت عدة مهام وحمل عدة ألقاب، مثل «ناظر إدارة آمون».
بذلك فقد كان مديرا لكل ممتلكات معبد آمون في طيبة، ولجميع ما يتبعه من معابد ومخزونات من المعادن النفيسة والأحجار الكريمة، وأراضي زراعية وماشية وأغنام. وطبقا لعالم الآثار «دورمان» (1988) أن سننموت حمل 88 من الألقاب، وربما لم يقم سننموت بالفعل بالقيام بتلك المهام بنفسه في نفس الوقت.

## أعماله

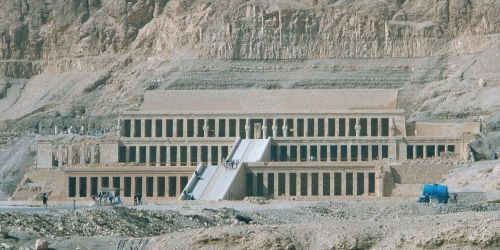
معبد الدير البحري

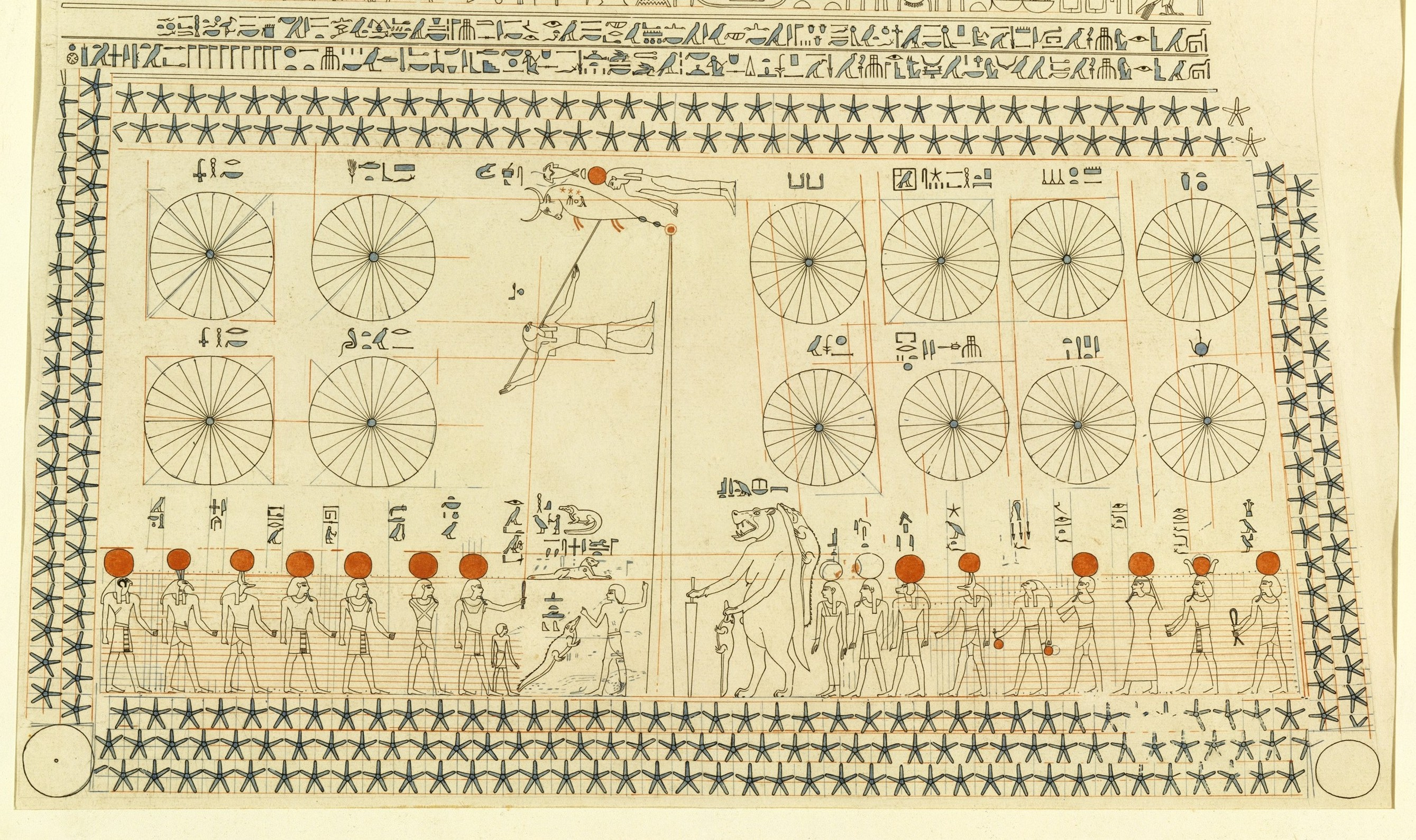
جزء من الخريطة الفلكية في سقف مقبرة سننموت تبين الإثنى عشر شهرا للسنة تجدها في هذا الموقع، تحت عنوان Senenmut.

أشرف سننموت على قطع حجارة ونحت المسلتين في أسوان، التي أمرت حتشبسوت بإقامتهما في معبد الكرنك. وتحت إشرافه تم نقلهما إلى طيبة وتشيدهما. وما تزال أحدهما قائمة حتى الآن في معبد الكرنك وطولها 30 مترا. المسلة الثانية أخذها نابوليون بونابرت إلى باريس ونصبت في ميدان «كونكور».
وقام سننموت بتصميم المعبد الجنائزى لحتشبسوت بالدير البحري بالقرب من مدخل وادي الملوك على شكل ثلاثة طوابق متدرجة. وتصور جدران هذا المعبد تفاصيل حياة حتشبسوت مثل قصة ميلادها وكيف ولدت من الآلة آمون، وأيضا نقل مسلتيها إلى معبد الكرنك، والبعثة البحرية التي أرسلتها إلى بلاد بونط. وقد سمحت حتشبسوت لسننموت بأن يضع اسمه وصورته خلف أحد الأبواب الرئيسية لمعبدها.

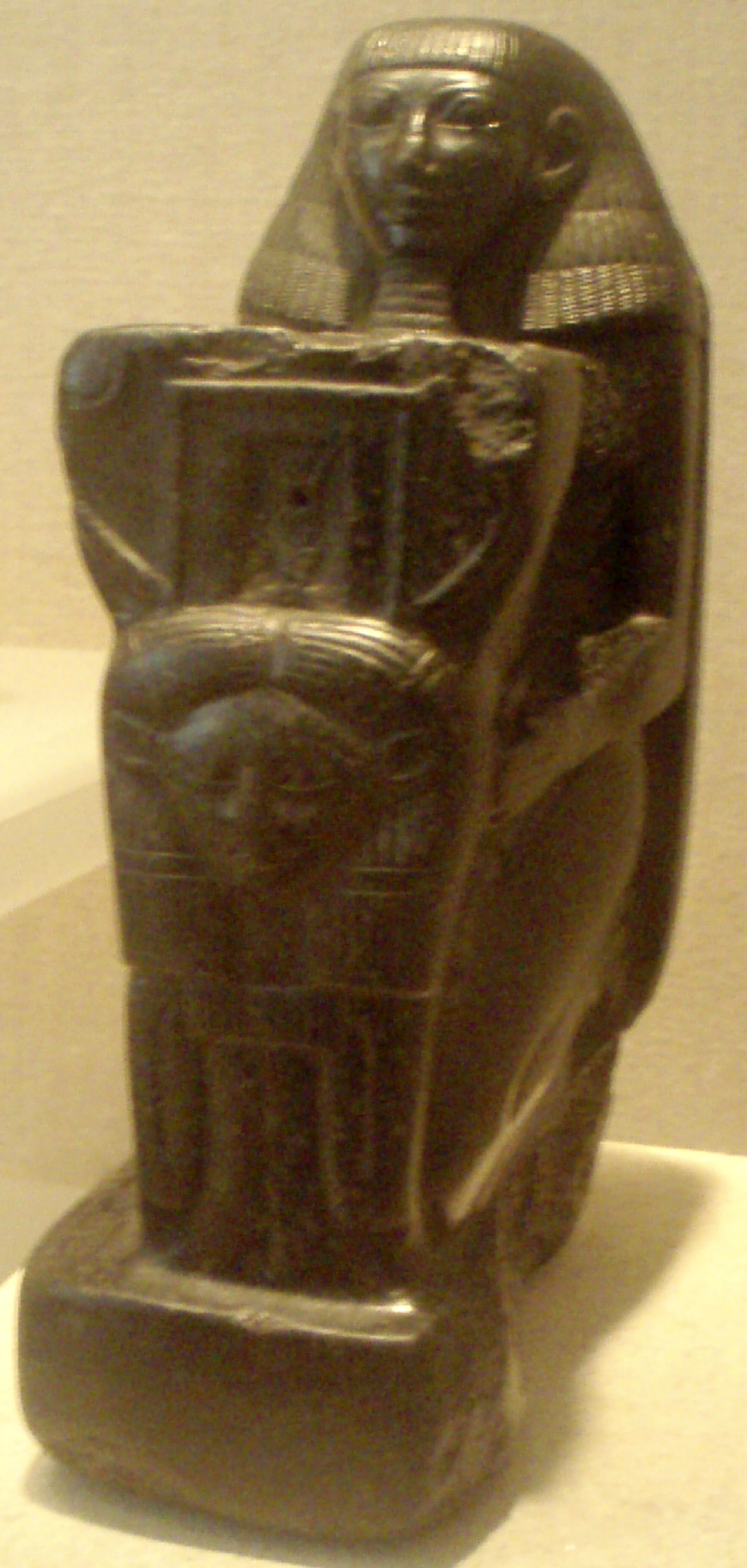
تمثال لسنموت - بمتحف المتروبوليتان

جاءت تلميحات المؤرخين لتشير إلى وجود حالة حب قد جمعت الاثنين سننموت وحتشبسوت.
كانت حتشبسوت متزوجة من الملك تحتمس الثاني إلا أنه توفي شابا. وكان أخوها تحتمس الثالث لا يزال طفلا صغيرا، فتولت هي الحكم وأشرفت عليه وعلى تربيته الخاصة حتى يتولى الحكم بعد ذلك.استعانت حتشبسوت بسننموت في هذا الوقت. ويعتقد علماء الآثار أن الملكة وخادمها قد شاركا في «حياة أسطورية» وانتهى كل منهما نهاية غامضة، ظلت لغزًا يصعب تفسيره حتى جاء الاكتشاف الأخير ليقطع بوفاتها نتيجة المرض.
بنى سننموت مقبرتين لنفسه واحدة قرب المعبد بالدير البحري والأخرى في جبانة القرنة وقد أصابهما تخريب وتدمير كبير من قبل تحتمس الثالث عندما أراد خلال سنوات حكمه الأخيرة أن يمحو اسم حتشبسوت وآثارها وكل ذكرى لها. يظهر ذلك في كشط اسمها من العديد من المواقع والمعابد.

## تصميم معبد حتشبسوت
قام سننموت بتصميم جديد فريد للمعبد الجنائزي لحتشبسوت وأشرف على بنائه. يالتصميم يختلف تماما عن تصميم المعابد لدى قدماء المصريين التي نراها في معبد الكرنك في طيبة على الضفة الشرقية للنيل (في الأقصر) أو في أماكن أخرى مثل معبد هرم سقارة. كان المعبد التقليدي يتكون من صرح كبير (بوابة ضخمة) يتلوها بهو أعمدة، ثم صرح أصغر ثم بهو أعمدة، ثم صرح ثالث ثم بهو أعمدة ينتهي بالمحراب المقدس للإله. فقد استبدل سننموت هنا الصرح بـ رواق واستبدل بهو الأعمدة بشرفات تعلو بعضها البعض وتوصل بينها منصات منحدرة.
يوصل بين المعبد الجنائزي ومعبد الوادي على النيل طريق طويل للمواكب يبلغ نحو كيلومتر من الشرق. هذا الطريق ينتهي عند البهو الأول الكبير والرواق الأول الذي يتكون من صالة عرضية مزدوجة الأعمدة. وهذا الرواق مفتوح في اتجاه الشرق، وينتهي يمينه ويساره بتمثال كبير لحتشبسوت. يتكون معبد حتشبسوت من ثلاثة طوابق متدرجة داخلة في الجبل. وبدلا من بناء المعابد المتبع بتشييدها في هيئة بهو أعمدة، فقد اختار سننموت شكل الرواق لكل طابق من الطوابق الثلاث المتدرجة، وأوصلها ببعضها البعض بواسطة منحدرات.
ينتهي الطابق الثالث بثلاثة أبواب تؤدي إلى محراب أمون رع ومحراب هاتور ومحراب أنوبيس.

## علاقته بحتشبسوت
من المؤكد ان سنموت لقي حبا كبيرا من حتشبسوت ولكن لا يوجد دليل مباشر على أنه كان «حبيبا للملكة». وبعض المؤرخين يميلون إلى الاعتقاد بذلك، وأنه من المحتمل أن سننموت كان أبو الطفلة نفرو-رع. ربما يدل على ذلك تمثال له وهو يحمل نفرو-رع، وهذا ما قد يزيد عن مجرد التربية.

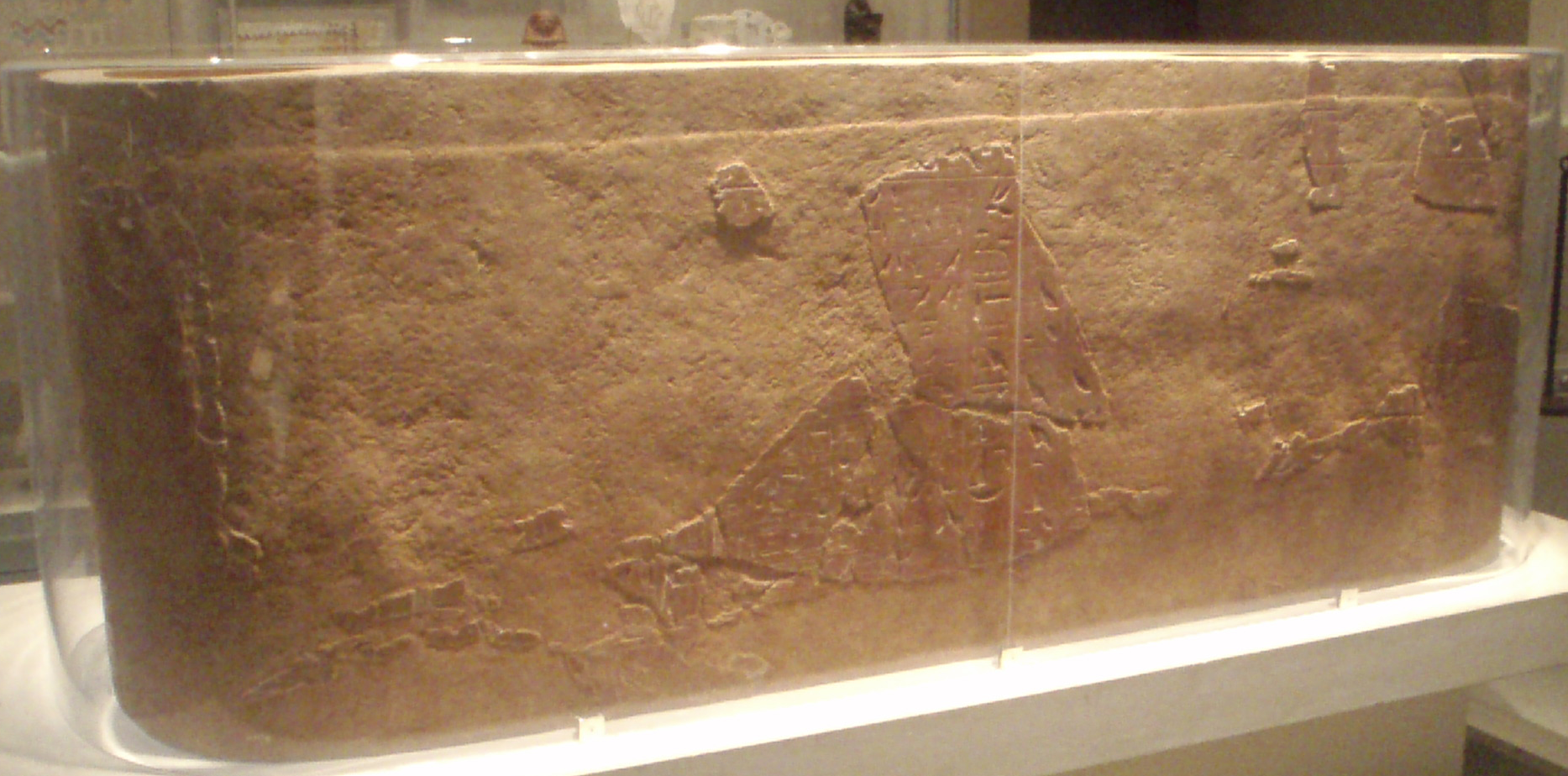
التابوت الحجري لسننموت في متحف المتروبوليتان للفنون ، نيويورك.

وقد كافأته حتشبسوت بأن سمحت له بإنشاء مقبرته TT353 بجانب معبدها الجنائزي. هذه المقبرة يبلغ طولها نحو97 متر ويصل عمقها إلى 42 متر. المقبرة مزخرفة ومنقوشة وعليها كتابات كثيرة في حجرة التابوت في تدل على تمجيده لحتشبسوت.
يزين سقف حجرة تابوته رسم لتقويم فلكي ترجع مواقع النجوم فيه إلى عام 1463 قبل الميلاد. يذكر فيها ظهور «سيبا إن ساح» ومعناه «نجم الملك وأوزوريس» وهو يوافق ليلة 23 / 24 من فصل آخت (فصل الفيضان لدي قدماء المصريين)، الشهر الثالث،  في الساعة السابعة من الليل.
تلك الليلة (وهي توافق 15/14 أغسطس طبقا للتقويم الجولياني) كانت لدى المصريين القدماء هي ليلة بعث الموتى.
ظل هذا التقويم الفلكي ساريا حتى عهد الرعمسيين. وكان توزيع النجوم في تقويم سننموت يؤخذ به على الرغم من تغير مواقع النجوم على مر السنين.
لا يوجد لمقبرة سننموت منشأة فوق القبر مباشرة، وإنما بنيت TT71 في منطقة القرنة.
كان على جدران هذا الكشك رسومات ونقوشات ملونة ولكنه لم يبقى سليما. ووجدت منه بقايا لرسومات لأهل جزيرة كريت يقومون بتقديم جزية إلى مصر.

## نهايته

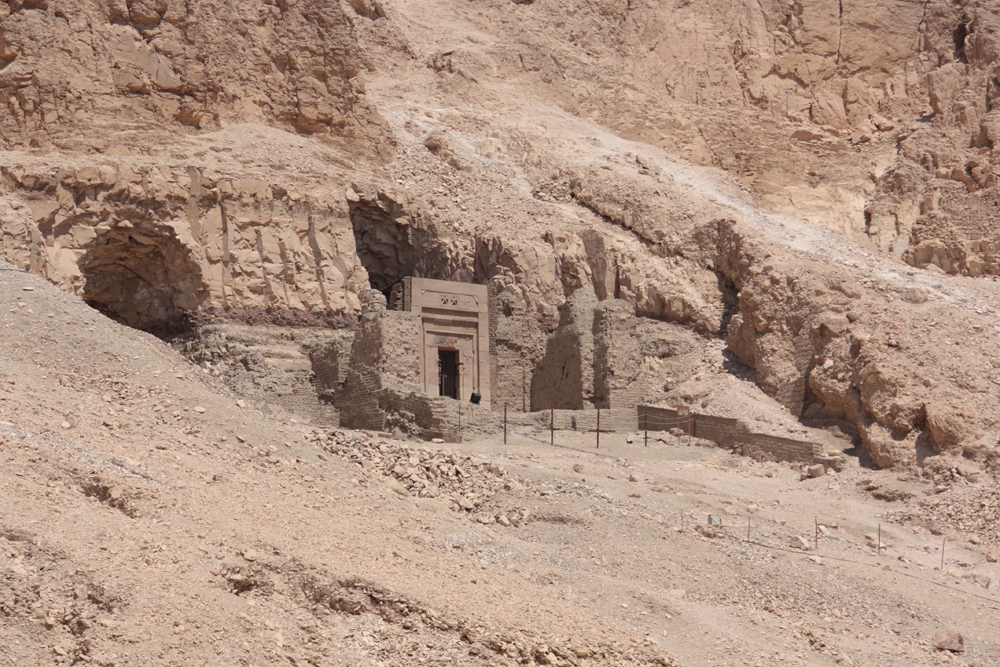
مقبرة TT 353 لسننموت بالدير البحري ؛ بطول 97 متر و عمق 42 متر.

في وقت وفاة «نفرو رع»، ابنة حتشبسوت، فقد سننموت وظائفه واختفى تاريخه؛ كان ذلك في السنة 16 من حكم حتشبسوت، ولا يُعرف عنه أي شيء بهذا الشأن حتى اليوم. حتى مومياه فلم يعثر عليها، وكشطت في الماضي رسومات في مقبرته ومن ضمنها اسم حتشبسوت.

## صور من آثاره

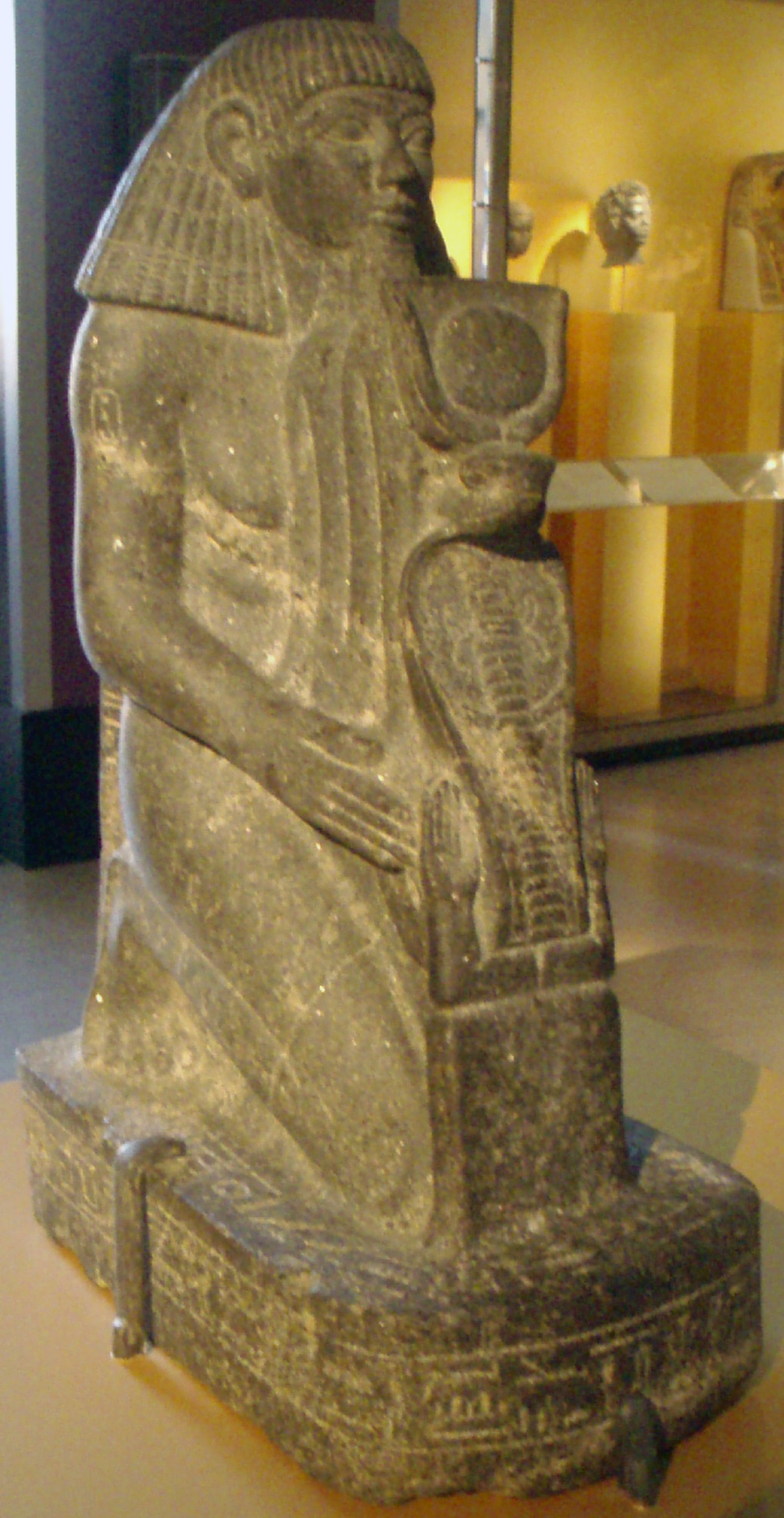
سننموت ممسكا لمكعب باسم حتشبسوت ،متحف بروكلين.
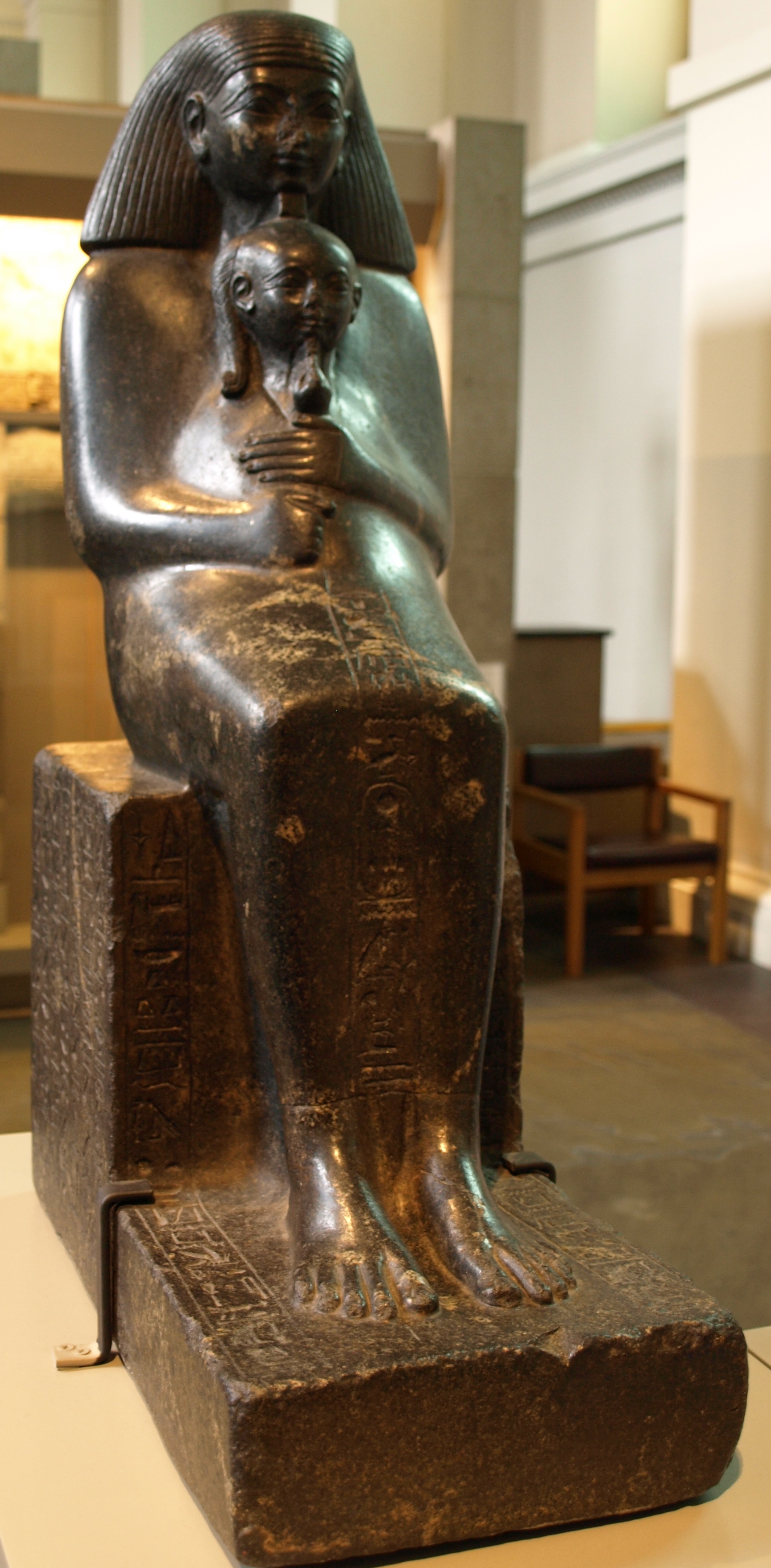
سننموت يحتضن نفرو-رع بـالمتحف البريطاني
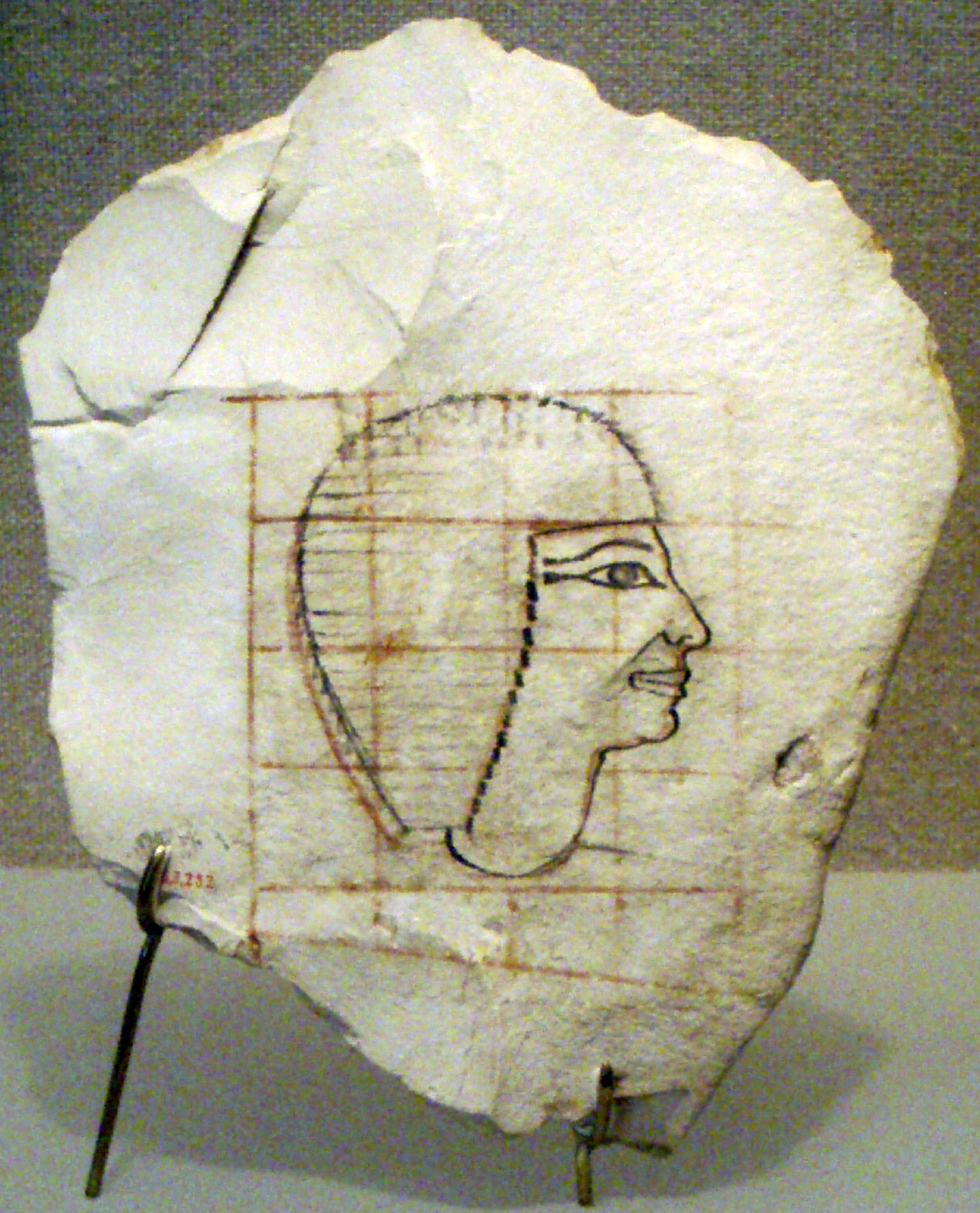
شقفة مرسومة من محراب مقبرته
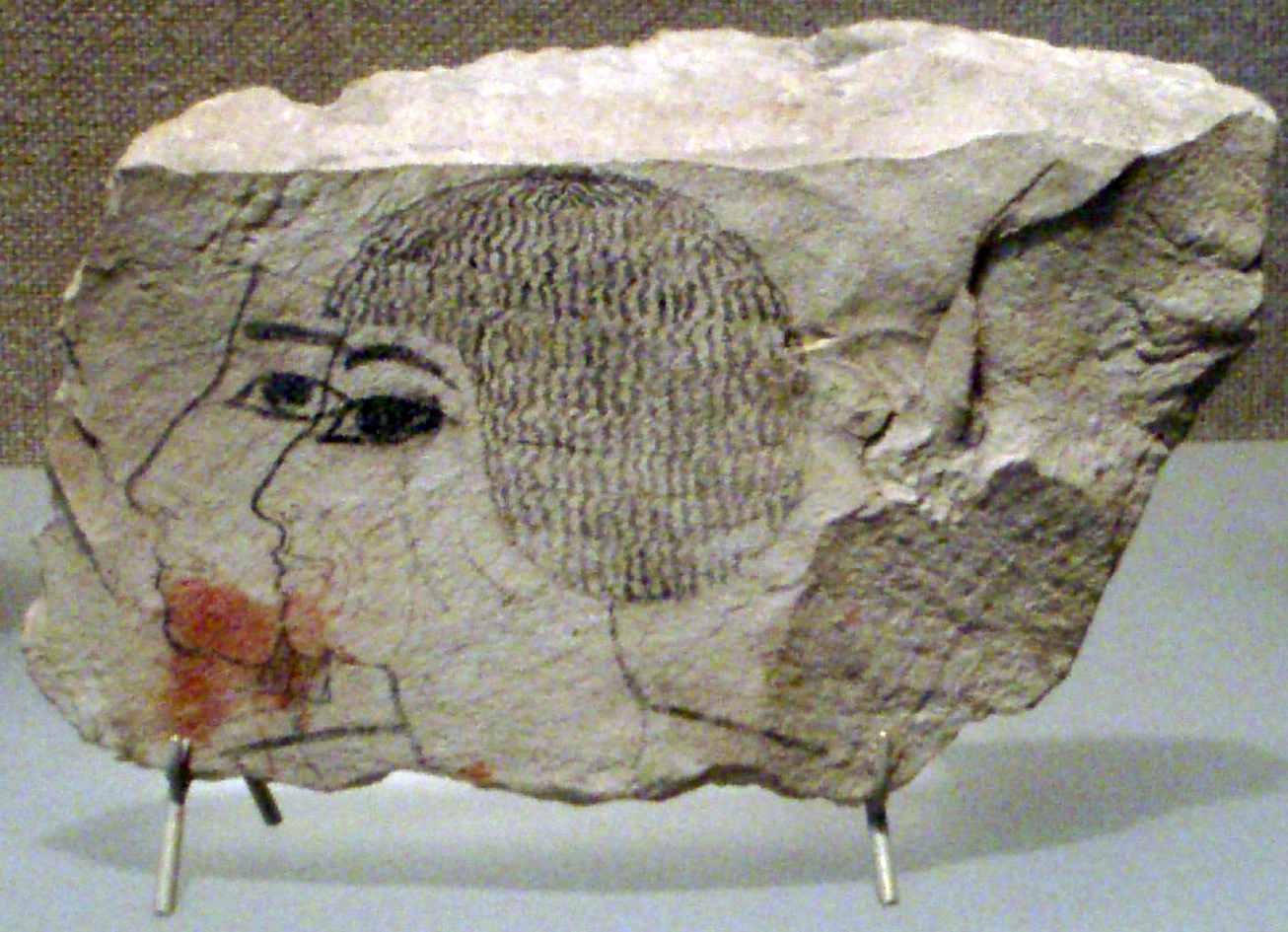
شقفة مرسومة لوجهه من محراب مقبرته SAE 71 ، حاليا بـمتحف المتروبوليتان..
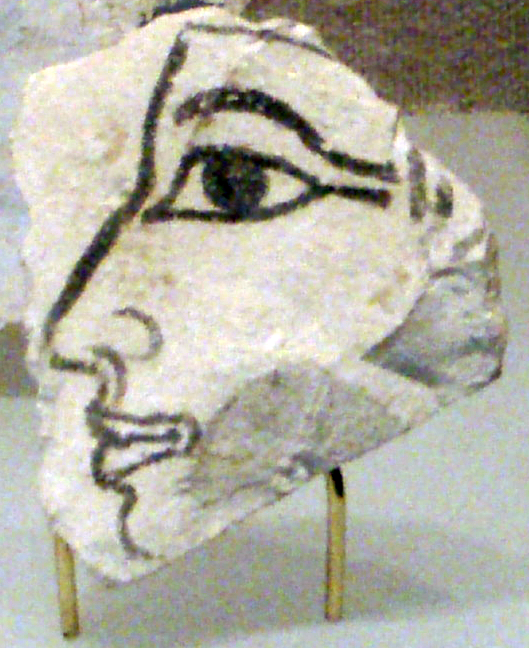
شقفة مرسومة لوجهه وجدت تحت انقاض محراب مقبرته ،متحف المتروبوليتان

## وصلات خارجية
- UNESCO "ICOMOS-IAU case study: The Tomb of Senenmut at Western Thebes, Egypt includes map, documents and case study
- The Sen-en-Mut project, current archaeological work on TT 353
- Hatshepsut: from Queen to Pharaoh, an exhibition catalog from The Metropolitan Museum of Art (fully available online as PDF), which contains material on Senenmut (see index)

## اقرأ أيضا
- مقبرة غا
- الدير البحري
- معبد حتشبسوت (الأقصر)
- حتشبسوت
- بناء السفن في مصر القديمة
- بلاد بنط
- معبد الوادي
- شقفة مرسومة
- باب زائف
- نفرو رع